# 黄大仙祠 (广州)

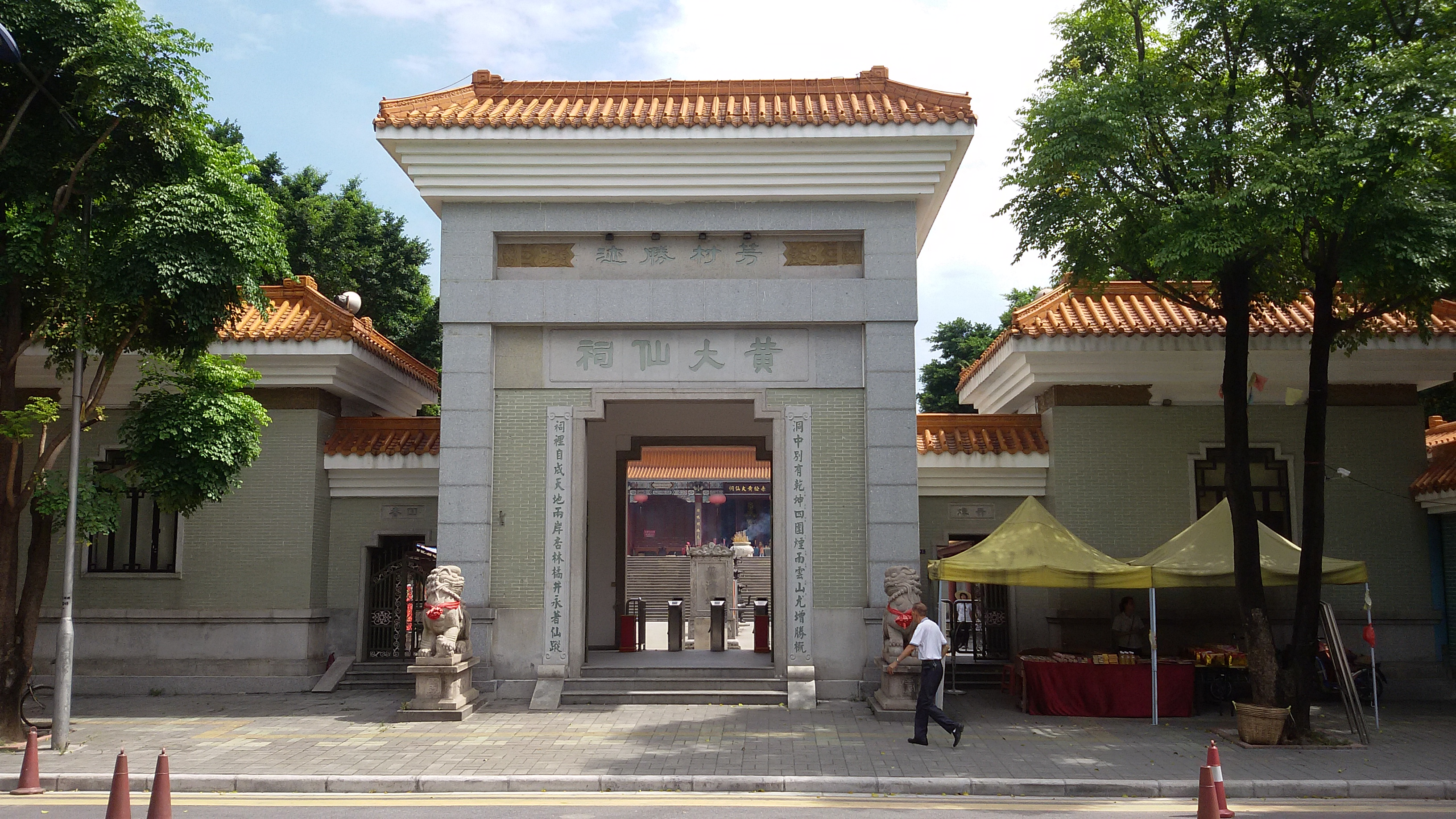
黄大仙祠正门

广州黄大仙祠，位于广州市荔灣區茶滘街道古祠路1號，始建于公元1899年，为香港黄大仙祠的原祠所在，为供奉黄大仙的道教宫观。该祠分为主殿、侧殿以及后面的庵堂等建筑。

## 歷史

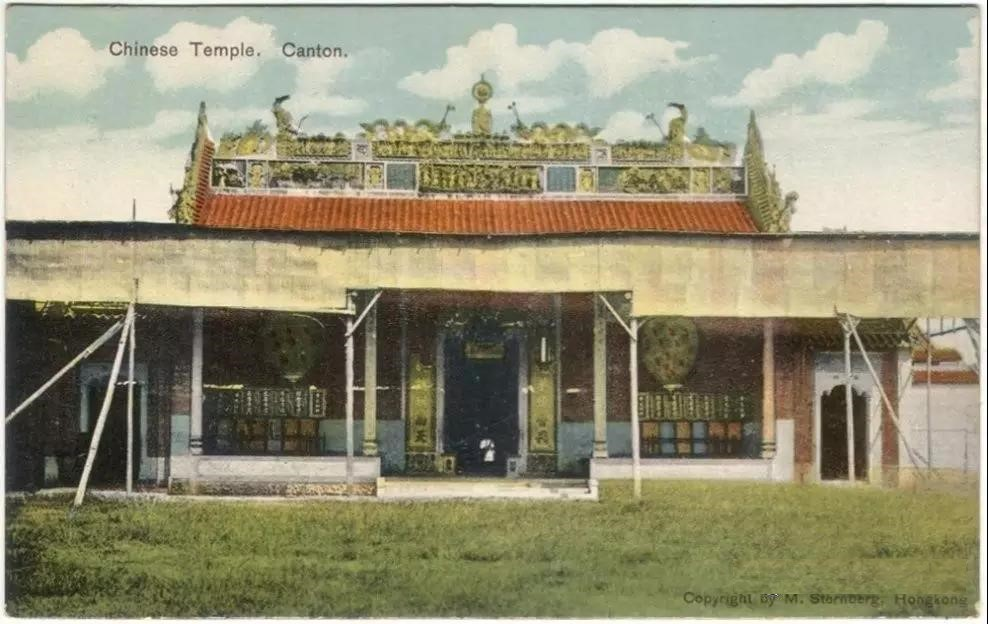
煙火鼎盛的芳村黃大仙祠，門口有對聯「叱羊傳晉代，騎鶴到南天。」

1897年間，梁仁庵聯同友好在廣東番禺扶乩遣興，偶然得到黃初平（黃大仙）降乩教導「普世勸善」，自此就成為黃大仙的信仰者，奉黃大仙為仙師，入道成為道侶，獲賜道號「傳道」。根據史料，1898年農曆八月廿三日，即黃大仙的寶誕，菩山道侶就開乩請求擇地建觀，普救百姓，在黃大仙「同意及指引」下，廣東第一間供奉黃大仙的祠觀，在翌年農曆的五、六月間，在廣東番禺（廣州）花埭（花地，位於芳村）大凼尾落成。當時據說，只有梁仁庵道長能得到仙佛的感應，使箕筆移動和辨認沙上的箕字，所以成為普濟壇的主持。清末民初時期，黃大仙祠成為廣州著名宗教勝地，吸引廣州及珠江三角洲等善信到來參拜。
梁仁庵後得黃大仙乩示，指廣州必有動亂，於是在1901年返回故鄉廣東省南海縣西樵山稔岡村，再成立「普慶」壇，並出錢出力，該祠約在1903年竣工。

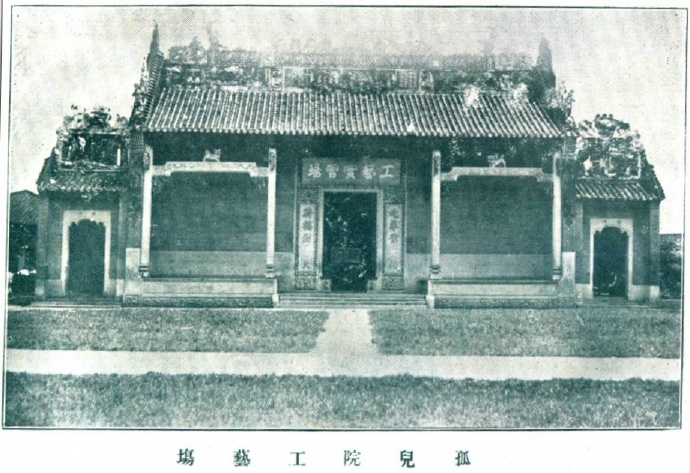
被改為孤兒院工藝實習場的黃大仙祠舊址。

1911年辛亥革命成功推翻清政府，在破舊立新、徹底破除封建迷信的浪潮下，廣州市內許多廟宇寺觀都遭受破壞，普濟壇黃大仙祠亦被命令取締。1912年春，廣東省警察廳長陳景華創辦廣東公立女子教育院，由梁冰弦女士擔任院長，院址在花地善慶學堂，創院章程第一條顯示該院為具慈善性質的女子收養院：「本院由各界合力組成，專收養被拐被虐逃婢。施以教育工藝，兼略仿各地保良局、濟良所等辦法收養無依女子」。教育院宗旨是解決這些女子的獨立生活問題，故除學習文化，著重是學習裁縫、刺繡、織藤及竹器製作等工藝，以培養一技之長。陳景華命令廣州各區警察局，凡要求進入女子教育院的妓女、婢女都要幫其進入。孫中山非常讚賞陳景華這一義舉，特別親自題詞，以資鼓勵。題詞右中是「民國元年」中間三個大字「幼吾幼」，左書「廣東公立女子教育院義舉也，書此為人道主義倡。」後書「孫文」並蓋印章。翌年春，學生數量增多，教育院規模擴大，遂租賃黃大仙祠作為幼稚園和工藝。而陳景華亦於1911年被沒收的南強公學原址上創辦了孤兒教育院，並於翌年將西關孤兒教育院遷至花地善慶學堂，及後再遷至黃大仙祠。1916年中秋節陳景華遇害，女子教育院因再無經費，潘達微將其接管，並改名廣東省公立孤兒教育院。當時技藝較好的女子介紹工作，剩下的留在孤兒院工作。孤兒院經費後來得到社會各界善長仁翁熱心捐贈，院務發展順利。1921年於年劃歸廣州市教育局管理，後又改為廣州市公立孤兒教育院。
由於中國政局動盪，社會穩定受到威脅，梁仁庵返回南海故鄉，但得黃大仙降乩指示「此地不宜久留，必須向南遷移」 。1915年，梁仁庵道長父子兩人，攜帶黃大仙畫像至香港繼續弘道，並在1921年於九龍竹園村創立普宜壇（嗇色園）。黃大仙信仰自此在香港有蓬勃的發展，甚至傳播至東南亞及美加等一帶。
然而，破除迷信的風氣並未在農村造成影響，但南海西樵稔岡的治安大不如前，匪徒猖獗，前往南海赤松黃大仙祠普慶壇參神的善信，往往成為被打劫勒索的對象。賊匪甚至騷擾和勒索普慶壇，使其大受影響。而到了日本侵華時期，前往參拜善信就更稀少。1949年以前，該壇仍然與香港的分壇（嗇色園普宜壇）保持聯繫，遇有慶典，普慶壇的道侶也會前往香港參與。1958年，反迷信運動蔓延到農村，普慶壇被查封，大部分建築物被拆毁。

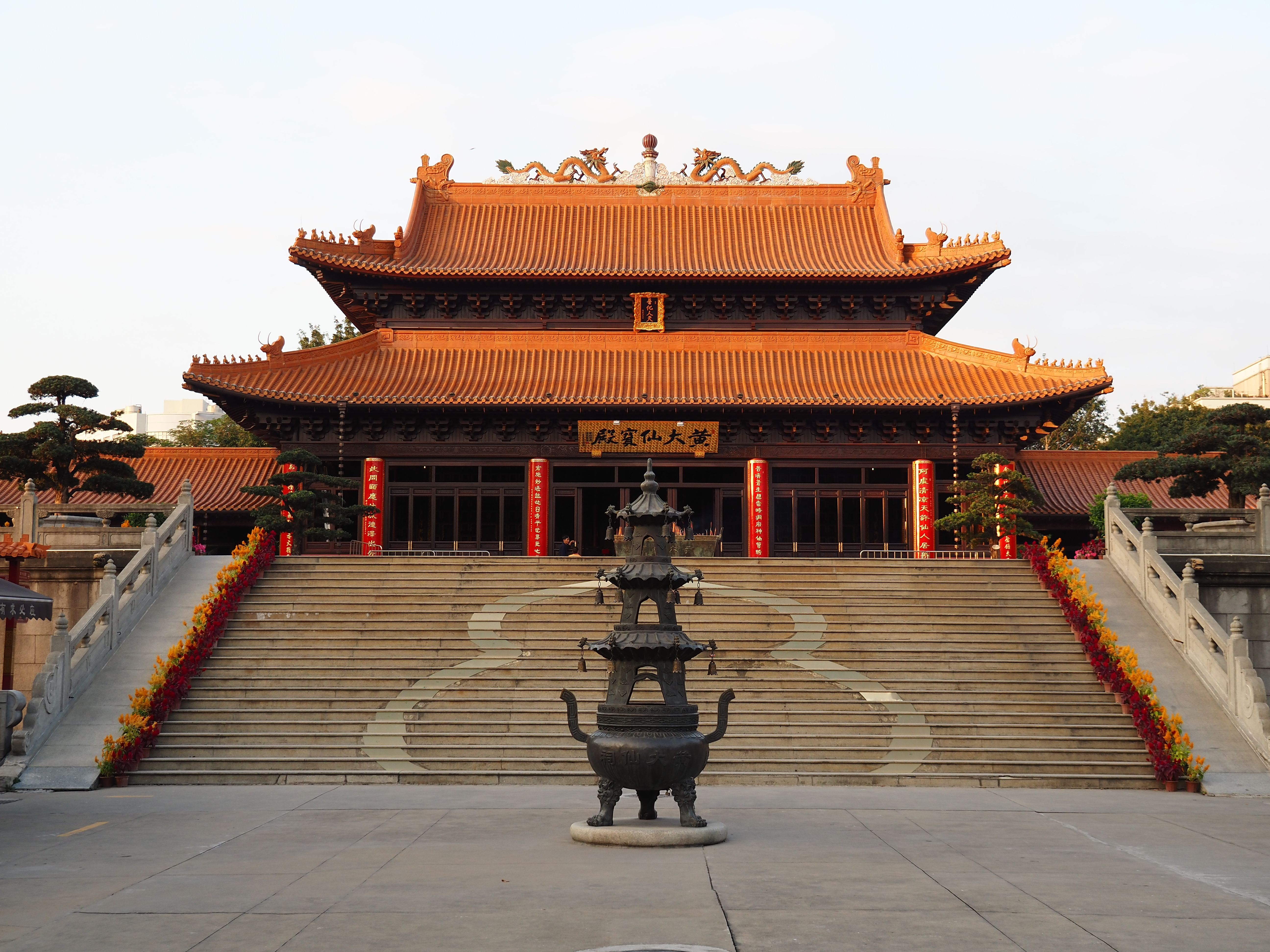
正殿（2023年）

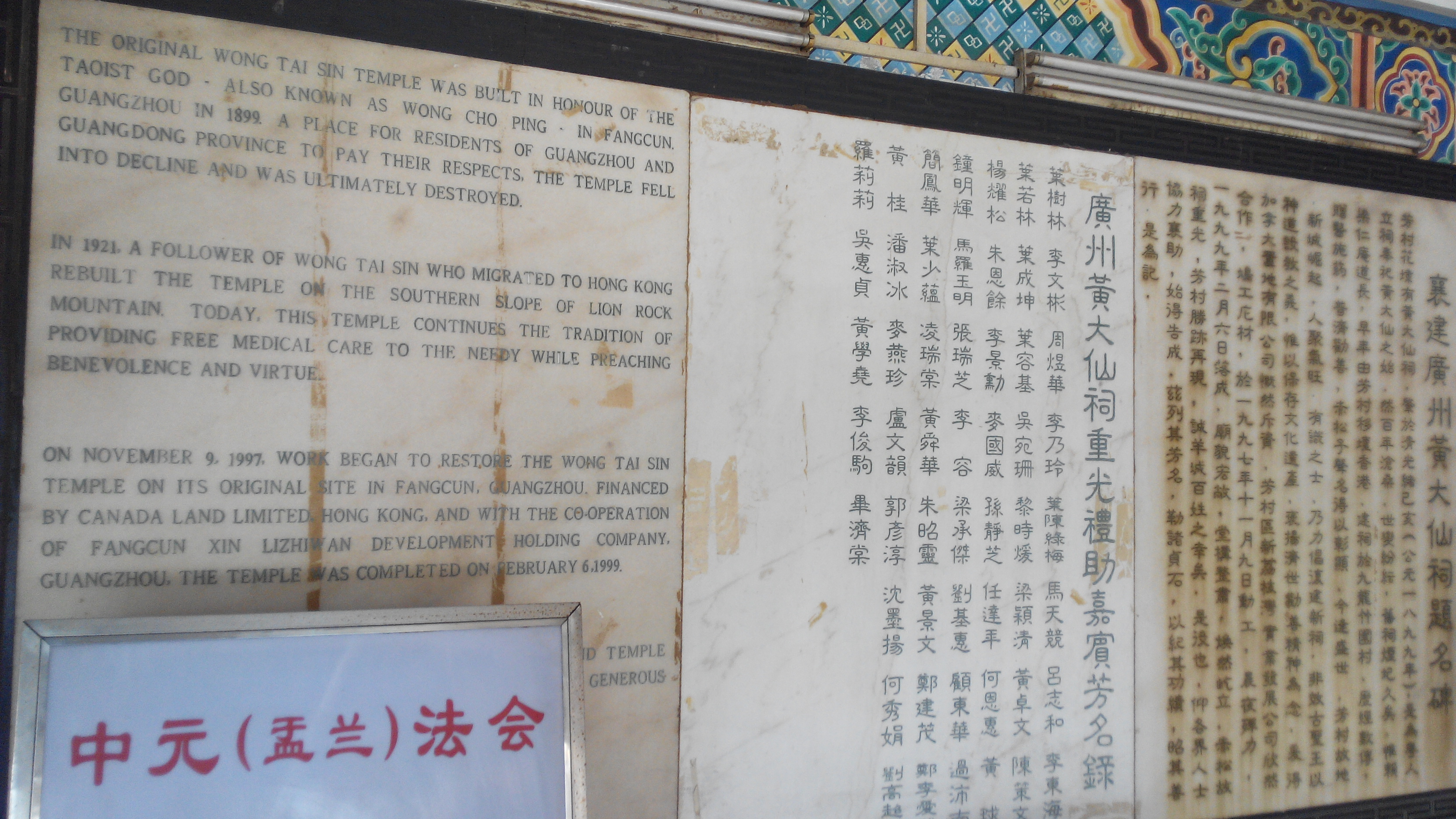
重建碑記

1930年，另一間供奉黃大仙的廟宇普化壇，又建於廣州花埭，與被破壞的原址普濟壇，相距約半公里。由當年出掌軍政大權的陳濟棠和他的姨太太莫秀英主力興建。據說，陳氏本人深信神佛，而他的姨太太是黃大仙信奉者。該壇香火十分旺盛，與南海稔岡的普慶壇頗有來往，普慶壇的梁鈞轉（勤覺）道長也是該壇的弟子。1949年中共建政後，因該廟宇與陳濟棠關係密切而被破壞。1958年，整座廟宇更被徹底清拆，遺跡蕩然無存。 
抗日戰爭爆發後廣州淪陷，孤兒院停辦，日軍在鄰近的鎮東街同安坊設憲兵司令部。黃大仙祠成為一座空祠，不少青磚木料被人拆去變賣，成為廢墟。1947年復辦孤兒園至1949年政權易手。1958年，政府大搞反迷信運動，寺廟被封閉，建築物被拆。1967年文化大革命期間，紅衛兵再將剩餘構築物全部摧毀，普濟壇變成耕地，相傳當時尚存一塊石碑，上書「赤松黃大仙祠」。文革後，廣州包裝製品廠在原址上建立，利用孤兒院原禮堂做倉庫。直至1980年代中期，廠區內仍存有一些石刻對聯、浮雕石柱、石門楣及齋堂等遺物，斷碑殘篆，依稀可辨。
1995年，廣州市人民政府邀請香港加拿大置地有限公司與芳村新荔枝灣實業發展有限公司合作，組成廣州嘉游旅遊景區開發有限公司，負責黃大仙祠的復建項目。經過2年的前期策劃和設計，於1997年11月9日正式動工，1999年2月6日完成第一期工程並開放予公眾參觀。二期工程亦於2004年12月完成。 
目前黄大仙祠正门进去后可见中央正前供奉黄大仙的主殿。除此以外，还有供奉关公、观音等神祇的各殿。正殿后为各种灵位，再往后则为洗手间、池塘以及火化炉、附属商店等设施。遗迹仅存原建筑门头石刻1方、方石柱对联1根、圆石柱1根、残柱4根。
2015年8月，清代建造的残存遗迹被列为广州市第八批文物保护单位。

## 清代建造的残存遗迹
| 名称              | 图片 | 年代 | 备注 |
| ----------------- | ---- | ---- | ---- |
| 原建筑门头石刻1方 |      | 清   |      |
| 方石柱对联1根     |      | 清   |      |
| 圆石柱1根         |      | 清   |      |
| 残柱4根           |      | 清   |      |

## 圖冊

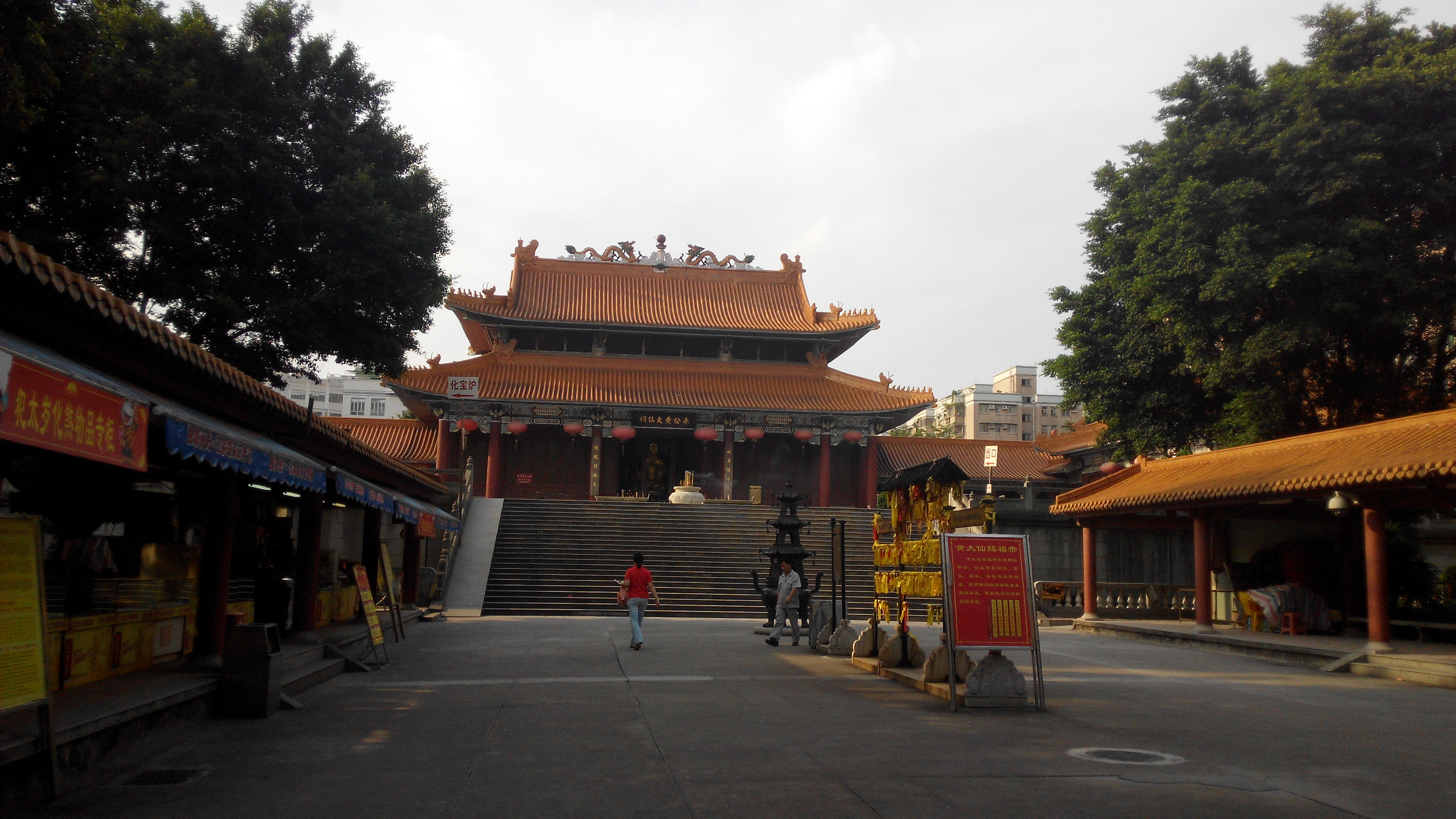
正殿
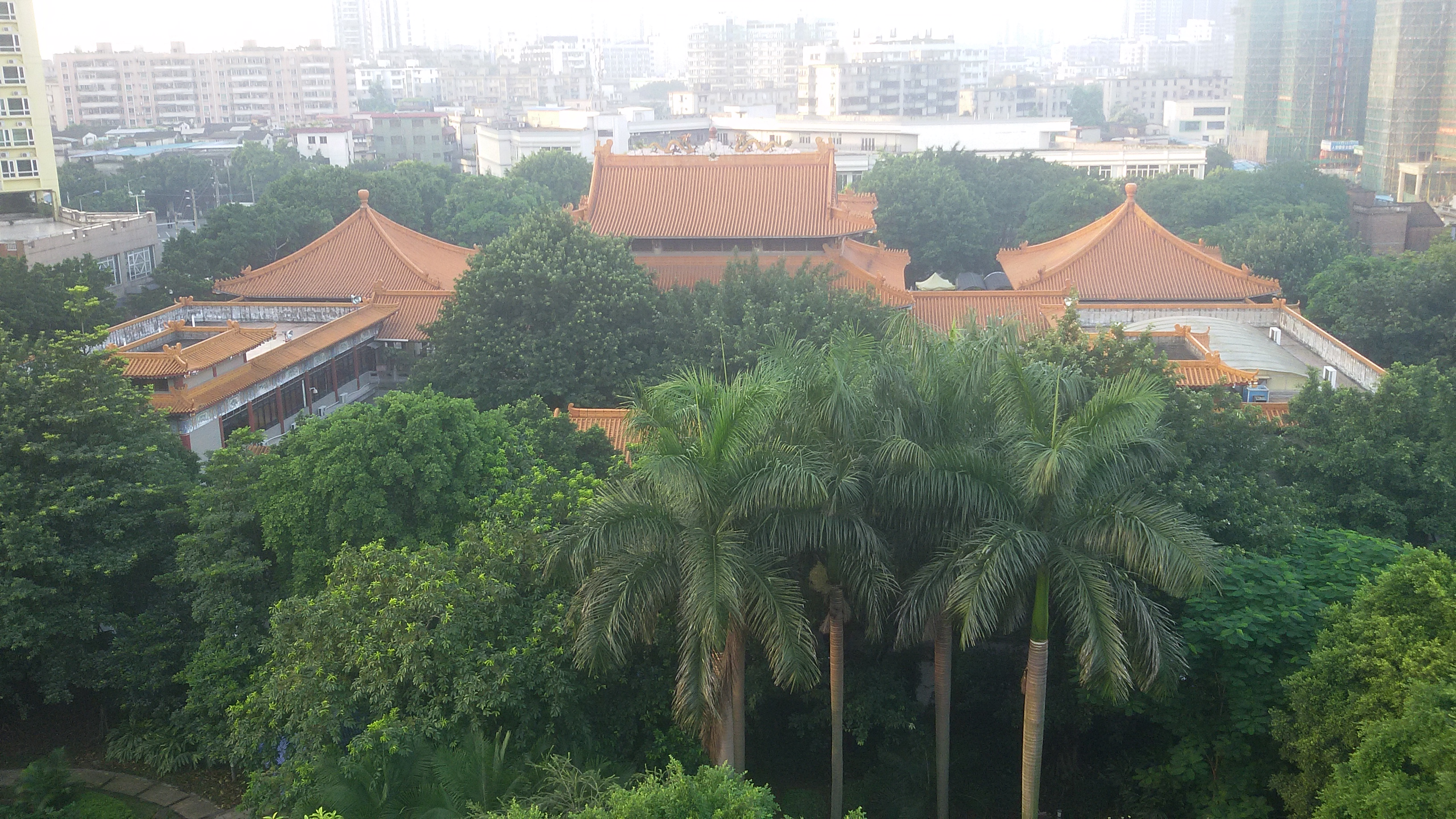
高處鳥瞰